# Музей «Іноземні письменники в Одесі»
Музей «Іноземні письменники в Одесі» — філія Одеського літературного музею. Не працює з 31 січня 2025 року.

## Історія
Музей заснований 1961 року.
У грудні 2023 розпочалася реорганізація музею спричинена процесами деколонізації. Остаточно був перейменований 1 січня 2025 року. До того мав назву «Одеський музей Олександра Пушкіна». Колектив планував розширити експозицію, зробити музей міжнародних письменників (Марк Твен, Емінеску, Драйзер та інші), які відвідували Одесу.
31 січня 2025 року будівля музею зазнала значних пошкоджень внаслідок російського обстрілу центру Одеси під час широкомасштабного російського нападу на Україну. Було вибито багато вікон та двері, пошкоджено дах, стіни. Над спорудою навис шматок готелю «Брістоль», у який влучила російська ракета. Через це, музей припинив приймати відвідувачів, а колектив зайнявся евакуацією колекції.

## Будівля
Музей займає будівлю колишнього готелю «Норд» («Hotel du Nord»), власником якого у 1820-ті роки був купець Шарль Сікар.
Двоповерхова споруда готелю мала кімнати для подорожніх, а у дворі — возовні для збереження й ремонту візків і карет, та стайні.

## Експозиція
У музеї демонструвалися гравюри XIX століття з зображеннями міста, портрети сучасників Олександра Пушкіна, копії рукописів Пушкіна з його малюнками, прижиттєві або рідкісні видання його творів.

### Перебування Пушкіна в Одесі
За свідоцтвами біографів, в Одесі Пушкін був кілька разів. Восени 1820 року він приїздив до Одеси, коли їхав з Криму до Бессарабії. В березні 1821 року він пробув в Одесі декілька днів, офіційно перебуваючи у засланні та підпорядкуванні у генерала Інзова. Два тижні 1823 року він теж мешкав в місті..

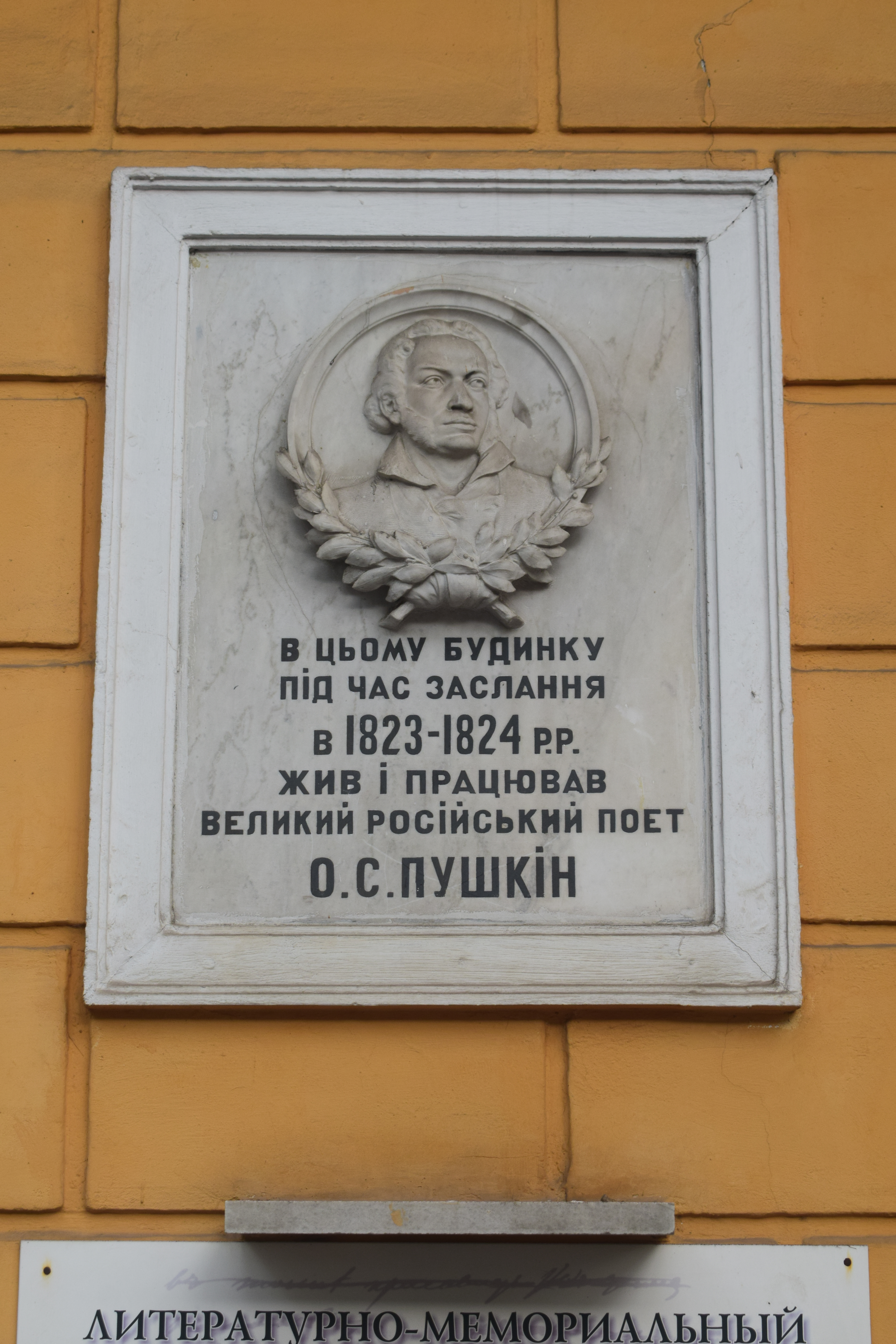
Меморіальна таблиця на музеї

У 1820-ті роки один місяць Пушкін мешкав у одеському готелі «Норд» купця Шарля Сікара.
В указі Олександра I метою заслання Пушкіна на південь імперії, тодішнього «теплого Сибіру», вказано таке: «аби набув там правильного стану думок християнина та вірного підлеглого».
Переведення Пушкіна з невеликого у той час Кишинева до Одеси домоглися його прихильники. Справою опікувався російський імперський вельможа Олександр Тургенєв.
В Одесі Пушкін зустрів кількох знайомих із Петербурга та Москви. Тут він мав світський дворянський побут — театр, прогулянки, флірт з панянками.
За висновками дослідників Олександр Пушкін написав у Одесі близько тридцяти різних віршів, закінчив поему «Бахчисарайський фонтан» в стилі романтизму, створив три окремі розділи роману у віршах «Євгеній Онєгін».
За даними дослідників, в Одесі Олександр Пушкін почав збирати особисту бібліотеку, хоча у той період не мав у своєму розпорядженні значних коштів.
В Одесі певний час мешкав молодший брат Олександра Пушкіна — Лев Пушкін.